# Arjen Tuiten
Arjen Tuiten (Joure, 23 de setembro de 1980) é um maquiador holandês. Foi indicado ao Oscar de melhor maquiagem e penteados na edição de 2018 pelo trabalho na obra Wonder (2017).